# Darkseed
Darkseed — немецкая метал-группа, образованная в 1991 году.

## История
Немецкая группа Darkseed впервые заявила о себе в 1991 году. К тому времени они пробовали себя в стиле дэт-метал, но постепенно звучание менялось на более мелодичное, добавлялись электронные семплы, в результате чего группа переросла в электро-готик-метал и дум-метал. Всё началось с того, что два друга детства — Штефан Хертрих (Stefan Hertrich) и Гаральд Винклер (Harald Winkler), приобрели себе первые музыкальные инструменты — бас-гитару и ударную установку. Первое время они переигрывали Venom и Metallica, не имея за собой ни названия группы, ни группы самой. Поэтому, можно считать, что Darkseed возник летом 1992, когда в группу влился гитарист Яцек Дворок.
В то время Дворок учился игре на гитаре у Кристиана Бистрона (Christian Bystron, в настоящее время играет в Megaherz), у которого была своя маленькая студия, где коллектив записал своё первое демо. В это же время и было придумано название — позаимствовано от компьютерной игры.
В 1993 году в группу был приглашён ещё один участник — Таркан Дюраль (Tarkan Dural) на роль ритм-гитары, а Хертрих начал петь. В этом составе Darkseed дали свой первый концерт в Мюнхене. После записи ещё одного демо Таркана, уехавшего жить в Турцию, сменил Энди Векер (Andi Wecker), школьный приятель Хертриха. Зимой 1994 Darkseed играли на разогреве у Anathema, после чего получили свой первый контракт — с Invasion Records.
Дела после этого не пошли в гору: вскоре, после ряда концертов, внутри группы начались противоречия, в результате чего к весне 1995 в Darkseed остался один Хертрих, который продолжал сочинять песни. Всё закончилось тем, что в группу вернулся Гаральд Винклер, и вместе с Хертрихом они записали второй мини-альбом Romantic Tales Part II, но ни эта, ни другие так и не увидели свет. В ноябре вернулся Энди Векер, а также появились гитарист Томас Херманн (Thomas Herrmann) и басист Рико Гальвано (Rico Galvagno) — Хертрих стал свободным вокалистом.
В мае 1996 Darkseed подписывают контракт с Serenades Records и зависают в студии, трудясь над новым альбомом, куда войдут пять новых и шесть старых композиций, под названием Midnight Solemnly Dance. Далее последовало предложение от звукозаписывающей компании — Nuclear Blast, которое открыло перед коллективом огромные возможности — Darkseed играли на больших европейских концертах с такими монстрами как — Samael, Moonspell, Crematory. Но к успеху пришли первые серьёзные проблемы — из группы ушли Гаральд и Энди (в конце августа 1998 года, после года болезни, Энди Викер умер от рака). Но уже к середине весны Darkseed нашёл замену — Хертрих, Херманн, Гальваньо, гитарист Дэниэль Кирштайн и барабанщик Вилли Вурм (Willy Wurm) начали запись нового альбома Spellcraft.
Год спустя, выпустив альбом, Darkseed отправляются в одно из самых серьёзных турне, с такими группами как Lacrimosa, Secret Discovery. Лето так же прошло с участием в разных фестивалях и концертах. Но вдруг, под самый новый год из группы ушёл гитарист — Кирштайн. На поиск замены группа потратила полгода. И вот, наконец, Том Гилхер (Tom Gilcher) был принят в группу. Тут же началась работа над новым материалом. Альбом — Give Me Light вышел только в марте 1999 года, но полное отсутствие рекламы не дало ему вздохнуть. Это сильно повлияло на концертную деятельность. Ребята дали всего 4 концерта в год, из-за чего из коллектива ушли Рико и Вилли, для которых концерты были главным.
Правда, впоследствии Вилли Варм помог в записи ударных на одном из альбомов, но основную работу Хертрих и Херманн сделали вдвоём. Впрочем, они отлично справлялись, так как к этому времени звучание Darkseed сильно изменилось. В этот раз музыканты соединили металл и электронику, что им вполне удалось. В связи с сильной занятостью участников Darkseed в других проектах и вечным подбором музыкантов для выступления, было принято решение на время приостановить деятельность.
6 декабря 2014 года на своей страничке в Facebook официально заявили о прекращение существования группы:
Hi folks, after a long time of silence without any news/messages from us - sorry for that, guys...!
Darkseed decided not to continue the songwriting we started already almost 2 years ago, or any other band-activities (which was quite rare 
anyway during the past few years).  It may not be the end, but due to certain circumstances, putting the band on hold (for an uncertain time) seems to be the right decision for us at the moment. We feel like breaking new musical ground... individually or partly together with the "old mates"... Michael, Tommy and Tom are rehearsing new songs in a new band just for fun at the moment (maybe that´s getting more serious, who knows...). Maurizio is playing with Haggard and Mike is doing his thing with his alternative rock/cover band... and maybe, one day, it´ll feel right again, to Dive Into Darkness... We wanna say thank you to all the fans for the support and for everything else. YOU rock!!!! Stay Dark... 
P.S.: if there might come any news regarding Darkseed or the bandmembers in the future, make sure to check this site...

## Сайд-проекты участников группы
Помимо данного коллектива, Штефан Хертрих поёт в группах Betray My Secrets, Spi-ritual, сочетающих в своём творчестве метал и элементы этнической музыки, а в лирическом конткексте использующих эзотерические темы. Shiva in Exile — отдельный этнический проект Штефана Хертриха (совместно с российской певицей Яной Вевой, вокалисткой группы Theodor Bastard). Хертрих также участвовал в проекте Sculpture совместно с Лотте Форстом бывшим гитаристом и бек-вокалистом немецкой группы Crematory, где они выпустили один альбом в 1999 году.

## Музыка
Первоначально Darkseed исполняли мелодичный дэт-метал, впоследствии добавив в свою музыку электронные семплы и пойдя в направлении готик- и дум-метала, из-за чего многие критики после выхода альбома Spellcraft сравнивали музыку коллектива с творчеством Paradise Lost.

## Состав

### Нынешние участники
- Michael Schmutzer — вокал
- Thomas Herrmann — гитара
- Thomas Gilcher — гитара
- Michael Behnke — бас
- Maurizio Guolo — ударные
- Armin Dörfler — клавишные

### Бывшие участники
- Харальд Винклер (Harald Winkler)
- Стефан Хертрих (Stefan Hertrich)
- Таркан Дюрал (Tarkan Dural)
- Энди Векер (Andi Wecker)
- Рико Гальвано (Rico Galvagno)
- Дэниэль Кирштайн (Daniel Kirstein)
- Вилли Вурм (Willy Wurm)
- Мартин Мотник (Martin Motnik)

## Дискография

### Альбомы
- Romantic Tales — 1994
- Midnight Solemnly Dance — 1996
- Spellcraft — 1997
- Give Me Light — 1999
- Diving Into Darkness — 2000
- Astral Adventures  — 2003
- Ultimate Darkness — 2005
- Poison Awaits — 2010